# دایچی هارا
دایچی هارا (انگلیسی: Daichi Hara؛ زادهٔ ۴ مارس ۱۹۹۷) ورزشکار اسکی نمایشی اهل ژاپن است.
وی در مسابقات کشوری و بین‌المللی در مجموع برندهٔ ۱ مدال نقره، ۳ مدال برنز شده‌است.